# Troisième concile d'Éphèse
Pour les articles homonymes, voir Concile d'Éphèse (homonymie).
Le troisième concile d'Éphèse a eu lieu dans la ville anatolienne d'Éphèse en 475. Il a été présidé par le pape Timothée II d'Alexandrie ; Pierre le Foulon, alors patriarche d'Antioche, y assista également, ainsi que Paul l'exarque d'Éphèse. Ce concile ratifia une récente encyclique de l'empereur Basiliscus, qui aurait été signée par 500 à 700 évêques dans tout l'Empire, qui condamnait le concile de Chalcédoine et en particulier le tome de Léon. Ce concile constitue ainsi l'une des condamnations synodales les plus importantes de Chalcédoine pour les Églises des trois conciles. En réponse aux accusations de certains Chalcédoniens selon lesquelles eux, les non-chalcédoniens, avaient adopté les enseignements erronés d'Eutychès, les participants d'Éphèse III anathématisèrent sommairement tous les enseignements qui compromettaient l'humanité du Christ, mais sans mentionner explicitement d'Eutychès. En outre, le conseil restaura l'autonomie complète de l'exarchat ecclésiastique d'Éphèse (correspondant au diocèse civil d'Asie) qui avait été compromise à Chalcédoine lorsque ce dernier concile avait attribué au patriarche de Constantinople autorité sur la Thrace, le Pont et l'Asie.

### Sources
- John Meyendorff, Imperial unity and Christian divisions: The Church 450-680 A.D., vol. 2, Crestwood, NY, St. Vladimir's Seminary Press, coll. « The Church in history », 1989 (lire en ligne)